# Anaplectoides discolor
Anaplectoides discolor är en fjärilsart som beskrevs av Smith 1905. Anaplectoides discolor ingår i släktet Anaplectoides och familjen nattflyn. Inga underarter finns listade i Catalogue of Life.